# Hambar (Stari Glog)
Hambar je građevina u mjestu Stari Glog, u općini Gradec.

## Opis
Tradicijska gospodarska zgrada - hambar smještena na izgrađenoj parceli u Starom Glogu k. br. 56 pripada tipu drvenih gospodarskih građevina tipičnih za panonski kulturni areal, dok se na prostoru Zagrebačke županije pojavljuje vrlo rijetko i to na sjeverozapadnom dijelu. Drveni hambar izgrađen je hrastovim planjkama 1870. godine i sačuvan u izvornom obliku sa svim detaljima eksterijera i interijera. Pravokutnog je tlocrta i natkriven četverostrešnim krovom izvorno prekrivenim šindrom, koja je sačuvana na „krovcu“ – plitkom kroviću koji štiti pročelje. Glavno krovište prekriveno je utorenim crijepom. Ispred ulaza smješten je trijem s rezbarenim stupovima. U unutrašnjosti je sačuvan inventar, odnosno sedam drvenih pregrada za žitarice, takozvanih „oka“.

## Zaštita
Pod oznakom Z-5540 zaveden je kao nepokretno kulturno dobro - pojedinačno, pravna statusa zaštićena kulturnog dobra, klasificirano kao "sakralna graditeljska baština".